# Ruthvika Shivani

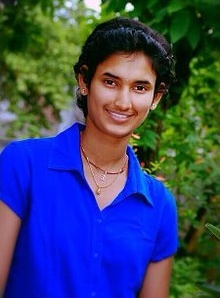
Ruthvika Shivani, 2014

Ruthvika Shivani Gadde (* 26. März 1997) ist eine indische Badmintonspielerin. 

## Karriere
Ruthvika Shivani startete 2012, 2013 und 2014 bei den Badminton-Juniorenweltmeisterschaften. 2012 wurde sie indische Juniorenmeisterin. 2013 startete sie in der Indian Badminton League, 2014 bei den Olympischen Jugend-Sommerspielen. Im letztgenannten Jahr siegte sie auch bei den India International 2014.